# 普卡科查山 (拉雷斯區)
13°08′10″S 71°57′31″W / 13.13611°S 71.95861°W

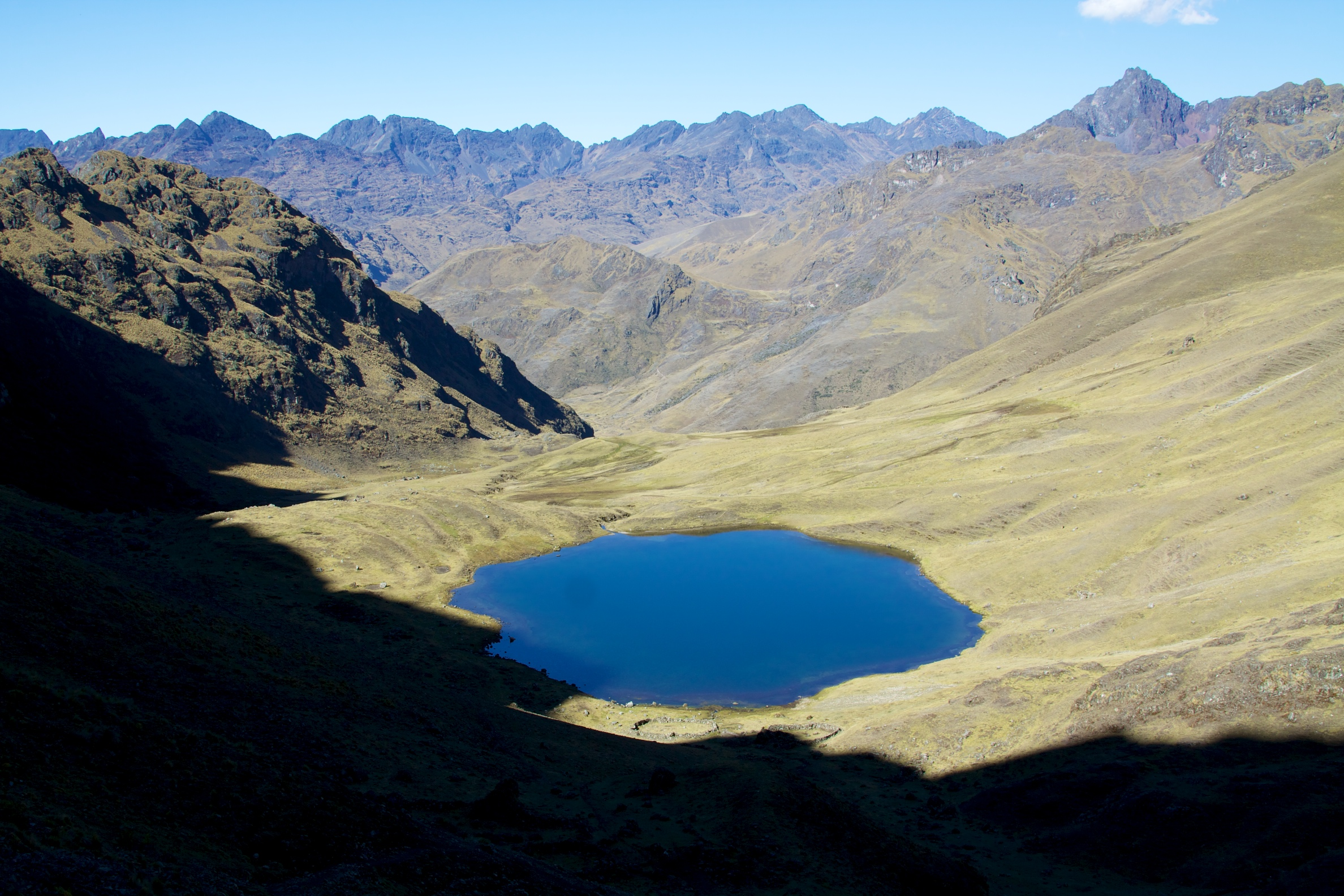

普卡科查山（Pucaccocha），是秘魯的山峰，位於該國南部庫斯科大區，由卡爾卡省的拉雷斯區負責管轄，屬於安地斯山脈的一部分，海拔高度約4,600米。